# Boulevardtheater
Das Boulevardtheater ist eine im Paris des ausgehenden 18. Jahrhunderts entstandene privatwirtschaftliche Theaterform und kann sich gleichermaßen auf eine Art von Spielstätten wie auf ein Theatergenre beziehen. Am Boulevardtheater besonders erfolgreiche Autoren werden Boulevardier genannt. Im deutschen Sprachgebrauch wird der Ausdruck Boulevardtheater heute für Schwänke im Bereich des Kleintheaters verwendet. Er umfasst jedoch ursprünglich sämtliche privatwirtschaftlichen Theaterformen mit Genres wie dem Kriminal- und Abenteuerstück, die heute mehrheitlich auf das Kino übergegangen sind. 

## Geschichte
Der Ausdruck Boulevardtheater bezeichnet im 18./19. Jahrhundert eher Spielstätten oder Institutionen als ein spezifisches Theatergenre. Er hängt mit der Urbanisierung und der Emanzipation der bürgerlichen Unterhaltungsformen zusammen: Im Unterschied zu den hölzernen Schaubuden auf den Jahrmärkten hatten die Boulevardtheater feste, aus Stein gebaute, repräsentative, aber zumeist privat geführte Häuser. Im engeren Sinne waren mit den „Boulevardtheatern“ ursprünglich die vier direkt nebeneinander stehenden Gebäude Cirque Olympique, Théâtre des Folies-Dramatiques, Théâtre de la Gaîté und Théâtre des Funambules am Pariser Boulevard du Temple gemeint.
Der Boulevard du Temple war bis zur zweiten Hälfte des 19. Jahrhunderts das Unterhaltungsviertel der größten kontinentaleuropäischen Stadt Paris. Dort entstanden große privatwirtschaftliche Bühnen wie das Théâtre de l’Ambigu-Comique (1769), die dem Melodram und der Pantomime, oft auch in Mischformen mit Konzert- oder Zirkus-Darbietungen, gewidmet waren. Sie lösten die Spielstätten des Pariser Jahrmarktstheaters ab. Das Napoleonische Theaterdekret von 1807 bezeichnete die Boulevardtheater als zweitrangig und verlangte von ihnen eine Spezialisierung auf bestimmte Genres. – Andere europäische Städte wie Wien (mit den Wiener Vorstadttheatern) und Berlin (mit dem Königsstädtischen Theater) schlossen sich dieser Entwicklung an.

## Heutige Bedeutung
Das „typische“ Genre der Boulevardtheater nennt man heute Boulevardstück. Die „ernste“ Seite des Boulevardtheaters, also die Abenteuer- und Kriminalstücke, ist heute oft nicht mehr gegenwärtig, weil sie fast restlos von Film und Fernsehen übernommen worden ist. Der Ausdruck Boulevardstück wird im heutigen Sprachgebrauch zumeist als grobe Komödie, als Burleske oder Schwank, verstanden.
In neuerer Zeit wird der Ausdruck Boulevardtheater oft mit einem späteren Stadium der Theatergeschichte verbunden, also nicht mehr mit den großen Boulevardtheatern und ihren aufwändigen, zirkusartigen Produktionen, sondern mit den kleineren Music-Halls oder Singspielhallen, die in der zweiten Hälfte des 19. Jahrhunderts entstanden und den Vaudevilles und Farces, die dort seit dem Zweiten Kaiserreich zur Aufführung kamen. In Paris waren das die kleineren Unterhaltungstheater, die die Neugestaltung der Boulevards durch Georges-Eugène Haussmann überstanden wie die Folies Concertantes (1851) oder dort neu gebaut wurden. 
Im Französischen hat „Boulevardtheater“ nicht den negativen Anstrich, den es im Deutschen besitzt, und kann sich auf aktuelles Zeittheater in einem respektablen Rahmen beziehen.